# Gelivaux
 (juillet 2012).
- Si vous ne connaissez pas le sujet, laissez ce bandeau (vous pouvez alors contacter les auteurs).
- Si vous supprimez le contenu mis en cause (vous pouvez préalablement contacter les auteurs),

argumentez précisément cette suppression dans la page de discussion
(un manque de référence n'est pas un argument ; une recherche réelle de référence doit avoir été effectuée, être formellement documentée).
 (mars 2012).
Si vous disposez d'ouvrages ou d'articles de référence ou si vous connaissez des sites web de qualité traitant du thème abordé ici, merci de compléter l'article en donnant les références utiles à sa vérifiabilité et en les liant à la section « Notes et références ».
Gelivaux ou Gelivau (en wallon Djlî-vå) est un hameau de la commune d'Olne dans le Pays de Herve, dans la province de Liège (Région wallonne de Belgique).
Hameau dont les bâtisses ont la particularité de ne pas être en moellons calcaires comme le village et les autres hameaux de la commune mais en grès, d'une carrière proche.

## Toponymie
Gelivaux, en wallon Djèyî-vå, de djèye, en wallon liégeois les noyers et vå, vau, vallée.
Djlîvå : Gelivaux s'est primitivement appelé djèyî-vå, Gailly vaulx [1482], Jelyvaulx [1530], Gilivaulx [1555], les premières graphies montrent qu'il s'agit de djèyî, puis les scribes comprirent «joli», et le wallon, Djlîvå s'écrivit Jelyvaulx.
- heid de Gelivaux : ils appartenaient en 1779 au seigneur Jean Louis de Libert, seigneur de la basse Fraipont et chevalier du Saint-Empire romain[2].